# سام هيوز (سياسي)
سام هيوز هو سياسي كندي، ولد في 13 يونيو 1873، وتوفي في 24 مارس 1940.